# 馬尼拉之戰 (1574年)
1574年馬尼拉之戰，是發生在1574年11月29日的戰役，位置是現在菲律賓馬尼拉大都會內帕拉納克市，是中國海盜林鳳率領日本與留日漢人海盜集團入侵西班牙殖民地首都並與西班牙軍隊戰鬥的事件。
1574年6月，中國海盜林鳳遭明軍福建總兵胡守仁追征，林鳳率日本與留日漢人萬人海盜集團往東逃竄至澎湖，幾天後再逃往台灣。台灣原住民新港社300名戰士與明軍150人會合將海盜擊退。11月，林鳳再轉往劫掠麻豆社，遭到麻豆盟軍栖林（今二林）等社圍攻，海盜被擊殺500餘人死傷慘重。林鳳得知馬尼拉當時只有不到70名西班牙士兵守衛，於是揚帆往南改逃往菲律賓馬尼拉。:165-168林鳳的艦隊抵達帕拉納克後，從那裡開始襲擊王城區的防禦工事。最初居民陷入混亂，林鳳海盜集團中的日本海盜Sioco打敗守軍殺死守將馬丁·德·戈伊蒂。然而，一位菲律賓英雄加洛的到來，抵抗開始組織起來。在加洛的指揮下，他們能夠抵抗林鳳的攻擊直到墨西哥城出生的胡安·德·塞萊塞多和300名伊洛克人戰士抵達，而林鳳被擊敗，最終被迫撤退。 此後，林鳳放棄了入侵馬尼拉的計劃，相反，在邦阿西楠建立了一個臨時王國。
最終，這場戰鬥被稱為“紅海事件”，因為流血捍衛了巴里奧和馬尼拉。